# Kronshagen
Kronshagen é um município da Alemanha localizado no distrito de Rendsburg-Eckernförde, estado de Schleswig-Holstein.